# Saint Sébastien (Preti, Toulouse)
Pour les articles homonymes, voir Saint Sébastien (homonymie).
Saint Sébastien est un tableau réalisé par le peintre italien Mattia Preti entre 1650 et 1652. De format vertical, cette huile sur toile est une peinture chrétienne qui représente Sébastien pendant son martyre. Attaché torse nu à la branche d'un arbre, le jeune homme y figure levant les yeux vers le Ciel alors que l'ont déjà atteint trois flèches parallèles, une quatrième étant fichée dans le tronc. L'œuvre est conservée à la Fondation Bemberg, à Toulouse, en France. Elle a été achetée le 27 avril 2019 lors d'une vente publique à Carcassonne.

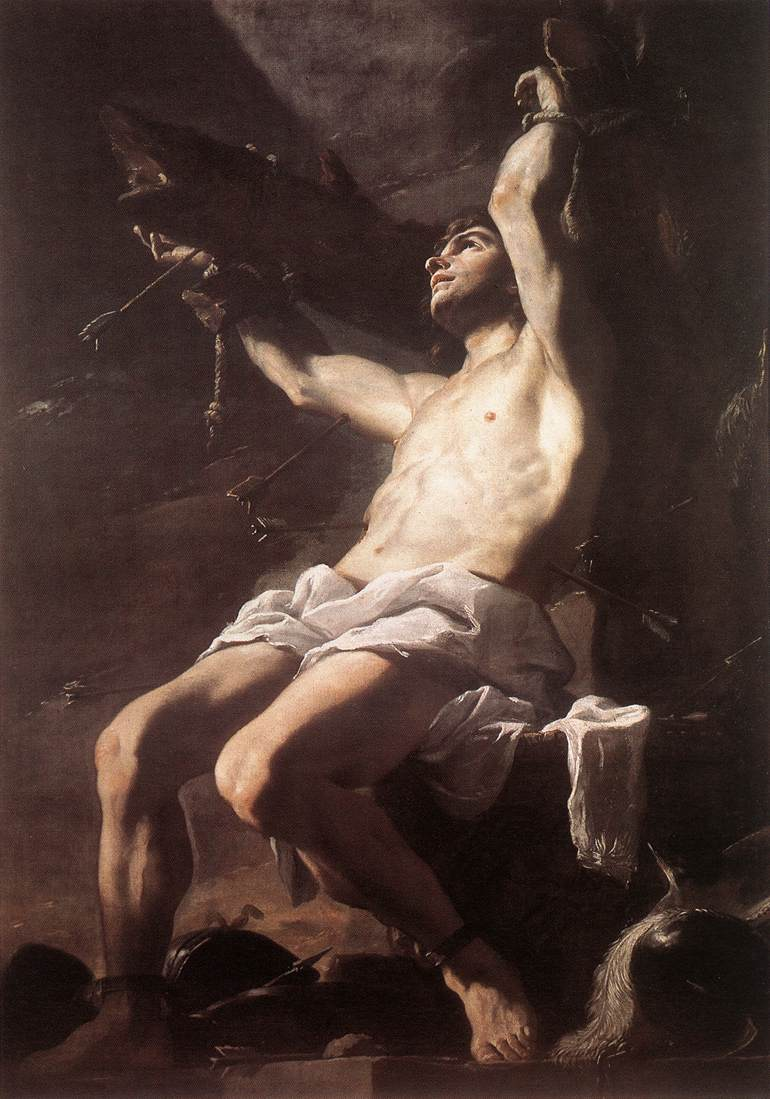
Saint Sébastien, 1656-1657 – Musée de Capodimonte, Naples.